# Les Météores. Gary, Onassis, Citroën : Trois destins au-delà de la fiction
Les Météores. Gary, Onassis, Citroën : Trois destins au-delà de la fiction  est un essai de Valéry Coquant paru en 2006.

## Le livre
Ce livre est composé de trois biographies.
Tout le monde connaît de réputation Romain Gary l'écrivain, Aristote Onassis l'armateur grec et André Citroën le créateur des automobiles du même nom.
Ces réputations sont souvent erronées. Le but de ce livre est donc de comprendre qui étaient réellement ces hommes, et non ces personnages publics.

## Motivation
Le livre trouve son origine dans les recherches qu'a menées pendant ses études Valéry Coquant sur Romain Gary. À cette époque, dans les années 1990, Coquant se rend compte que Gary est un auteur méconnu et desservi par une réputation délicate. Son succès semble déranger l'intelligentsia. Tout simplement, en approfondissant sa connaissance du sujet, Coquant réalise qu'en fait, c'est surtout le personnage Gary qui retient l'attention et déforme la perception que le public a du parcours de l'homme Gary.
Cette dichotomie se retrouve pour Onassis et Citroen.
Les Météores permet de sortir des sentiers battus, de gratter les vernis, afin de découvrir réellement qui étaient ces grands hommes.

## Récompense
Ce livre a reçu le Prix de l’essai 2007, décerné par le jury de la Renaissance Française.